# 12-timmarsdansen
12-timmarsdansen i Sätila är ett dansarrangemang arrangerat av Borås Gammaldans mellan 1981 och 2007. 2009 arrangeras arrangemanget av Dance4fun.

## Historia
Idén till att ha någon form av arrangemang för att samla alla gammaldansare i väster kläcktes 1979. Året efter bildades en kommitté bestående av två representanter av varje gammaldansförening i GRF:s västra distrikt. Det beslutades att arrangemanget skulle hållas på Lygnevi i Sätila den 12-14 juni 1981 och skulle kallas sommartinget. Allt sedan dess har det varit andra helgen i juni varje år. I början av 1990-talet byttes namnet till 12-timmars för att få bort folkdansstämpeln och för att tydliggöra vad det handlar om.

## Reglerna

### Helmara
Deltagarna ska dansa gammaldans från klockan 20:00 på kvällen till klockan 08:00 på morgonen i sträck med samma partner. Paren måste röra sig i takt till musiken under hela denna period med undantag för en kvart varannan timme.

### Halvmara
Samma regler gäller som för helmaran, med undantag att starten sker klockan 2 på natten. 

### Lag
I denna disciplin fungerar nummerlappen som stafettpinne och kravet är att någon av lagets par ska befinna sig på dansgolvet hela tiden under 12 timmar utan paus. 

## Övrigt
Samtliga deltagare tilldelas utöver nummerlappen en tygmössa med startnumret skrivet. Vidare lottas under natten godis ut dels för att göra stickprov på att ingen avviker, dels för att se till att deltagarna får i sig tillräckligt med salt. 
Vid gryningen på söndagsmorgonen klockan 8 marscherar samtliga deltagare som fortfarande står på benen ut till flaggstången där flaggan hissas till tonerna från en trumpet. Därefter delas minnesgåvor ut till var och en som klarat bedriften.